# Pajor Tibor
Pajor Tibor  (Budapest, 1967. április 14. –) a Mi Hazánk Mozgalom politikusa, volt önkormányzati képviselő Újpesten. Jelenleg a Mi Hazánk Újpesti szervezetének elnöke.

## Családja
Nős, felesége óvónő. Három gyermekük született.

## Tanulmányai
1987 óta az újpesti Kozma Lajos Faipari Szakközépiskola oktatástechnológusa, videoműsor-szerkesztő. 1996-ban a Műegyetemen műszaki szakoktatói szakon szerzett diplomát.

## Munkája
Az Újpesti Városvédő Kör tagjaként a kerületről két filmetűdöt készített, külsősként dolgozott a helyi televízióban. 1998-tól kuratóriumi tagként segíti az Újpest-Kertvárosi Plébánia Orgona Alapítványának munkáját, melynek célja egy hangversenyorgona felépítése.

## Jobbikos politikusként
2002-től önkormányzati képviselő a főváros IV. kerületében, a Jobbik Magyarországért Mozgalom frakcióvezetője. 2018 júniusában Pajor Tibor kilépett a Jobbikból.

## Mi Hazánk Mozgalom politikusaként
A 2019-es önkormányzati választáson, Budapest IV. kerületében Pajor Tibor a Mi Hazánk Mozgalom jelöltje volt, végül 891 szavazattal a 3. lett.